# Tjörven De Brul
Tjörven De Brul (ur. 22 czerwca 1973 w Aalst) – belgijski piłkarz grający na pozycji środkowego obrońcy, trener.

## Kariera klubowa
Karierę piłkarską De Brul rozpoczynał w klubie KSC Lokeren. W 1991 roku awansował do kadry pierwszej drużyny i wtedy też zadebiutował w jego barwach w pierwszej lidze belgijskiej. W 1993 roku spadł z Lokeren do drugiej ligi i grał w niej przez sezon.
W 1994 roku De Brul odszedł do Club Brugge. Swój pierwszy sukces w karierze osiągnął w 1995 roku, gdy zdobył Puchar Belgii. Z kolei w 1996 roku wywalczył z Brugge mistrzostwo Belgii, a w 1998 roku powtórzył to osiągnięcie. Natomiast w 2002 roku zdobył swój drugi krajowy puchar. Wraz z Brugge jeszcze jeden raz sięgał po tytuł mistrzowski - w sezonie 2002/2003. W swojej karierze w klubie z Brugii wygrał też czterokrotnie Superpuchar Belgii (1996, 1998, 2002, 2003). W Brugge od 1994 do 2003 roku rozegrał 256 spotkań, w których strzelił 32 gole.
W 2003 roku De Brul przeszedł do KAA Gent, w którym zadebiutował 10 sierpnia 2003 w wygranym 4:2 wyjazdowym meczu z KSK Beveren. W zespole z Gandawy występował przez dwa sezony.
W 2005 roku De Brul został zawodnikiem SV Zulte Waregem. W nim po raz pierwszy wystąpił 6 sierpnia 2005 w meczu z KAA Gent (3:1). W 2006 roku zdobył z Zulte-Waregem Puchar Belgii. W 2007 roku odszedł do trzecioligowego KSK Ronse, z którym awansował w 2008 roku do drugiej ligi. Następnie w 2009 roku przeszedł do czwartoligowego SK Berlare.
| Sezon   | Klub             | Kraj   | Rozgrywki     | Mecze | Bramki |
| ------- | ---------------- | ------ | ------------- | ----- | ------ |
| 1991/92 | KSC Lokeren      | Belgia | Eerste Klasse | 5     | 0      |
| 1992/93 | KSC Lokeren      | Belgia | Eerste Klasse | 12    | 4      |
| 1993/94 | KSC Lokeren      | Belgia | Tweede Klasse | 28    | 4      |
| 1994/95 | Club Brugge      | Belgia | Eerste Klasse | 24    | 1      |
| 1995/96 | Club Brugge      | Belgia | Eerste Klasse | 22    | 2      |
| 1996/97 | Club Brugge      | Belgia | Eerste Klasse | 20    | 0      |
| 1997/98 | Club Brugge      | Belgia | Eerste Klasse | 27    | 5      |
| 1998/99 | Club Brugge      | Belgia | Eerste Klasse | 30    | 8      |
| 1999/00 | Club Brugge      | Belgia | Eerste Klasse | 26    | 1      |
| 2000/01 | Club Brugge      | Belgia | Eerste Klasse | 29    | 4      |
| 2001/02 | Club Brugge      | Belgia | Eerste Klasse | 16    | 0      |
| 2002/03 | Club Brugge      | Belgia | Eerste Klasse | 1     | 0      |
| 2003/04 | KAA Gent         | Belgia | Eerste Klasse | 18    | 5      |
| 2004/05 | KAA Gent         | Belgia | Eerste Klasse | 12    | 1      |
| 2005/06 | SV Zulte Waregem | Belgia | Eerste Klasse | 30    | 1      |
| 2006/07 | SV Zulte Waregem | Belgia | Eerste Klasse | 14    | 1      |
| 2007/08 | KSK Ronse        | Belgia | Derde Klasse  | 25    | 0      |
| 2008/09 | KSK Ronse        | Belgia | Tweede Klasse | 33    | 1      |
| 2009/10 | SK Berlare       | Belgia | IV. liga      | 27    | 2      |
| 2010/11 | SK Berlare       | Belgia | IV. liga      | 28    | 0      |
| 2011/12 | SK Berlare       | Belgia | IV. liga      | 5     | 0      |

## Kariera reprezentacyjna
Swoje pierwsze powołanie do reprezentacji Belgii De Brul otrzymał w 1996 roku od selekcjonera Wilfrieda van Moera na mecz z Włochami (2:2), jednak nie zagrał w nim. W kadrze narodowej zadebiutował 2 lata później, 25 marca 1998 roku w zremisowanym 2:2 towarzyskim spotkaniu z Norwegią. Od 1998 do 1999 roku rozegrał w kadrze narodowej 10 meczów.
| Mecze i gole w reprezentacji | Mecze i gole w reprezentacji | Mecze i gole w reprezentacji | Mecze i gole w reprezentacji | Mecze i gole w reprezentacji | Mecze i gole w reprezentacji | Mecze i gole w reprezentacji |
| #                            | Data                         | Stadion                      | Rywal                        | Wynik                        | Gol                          | Rozgrywki                    |
| 1998                         | 1998                         | 1998                         | 1998                         | 1998                         | 1998                         | 1998                         |
| ---------------------------- | ---------------------------- | ---------------------------- | ---------------------------- | ---------------------------- | ---------------------------- | ---------------------------- |
| 1.                           | 25.03.1998                   | Bruksela, Belgia             | Norwegia                     | 2:2                          | 0                            | towarzyski                   |
| 2.                           | 22.04.1998                   | Bruksela, Belgia             | Rumunia                      | 1:1                          | 0                            | towarzyski                   |
| 3.                           | 18.11.1998                   | Luksemburg, Luksemburg       | Luksemburg                   | 0:0                          | 0                            | towarzyski                   |
| 1999                         |                              |                              |                              |                              |                              |                              |
| 4.                           | 03.02.1999                   | Nikozja, Cypr                | Cypr                         | 1:0                          | 0                            | towarzyski                   |
| 5.                           | 09.02.1999                   | Bruksela, Belgia             | Czechy                       | 0:1                          | 0                            | towarzyski                   |
| 6.                           | 27.03.1999                   | Bruksela, Belgia             | Bułgaria                     | 0:1                          | 0                            | towarzyski                   |
| 7.                           | 30.05.1999                   | Kioto, Japonia               | Peru                         | 1:1                          | 0                            | towarzyski                   |
| 8.                           | 03.06.1999                   | Tokio, Japonia               | Japonia                      | 0:0                          | 0                            | towarzyski                   |
| 9.                           | 05.06.1999                   | Seul, Korea Południowa       | Korea Południowa             | 2:1                          | 0                            | towarzyski                   |
| 10.                          | 18.08.1999                   | Brugia, Belgia               | Finlandia                    | 3:4                          | 0                            | towarzyski                   |